# Paikoro
Paikoro è una città della Repubblica Federale della Nigeria appartenente allo stato di Niger.

È il capoluogo dell'omonima area a governo locale (local government area) che si estende su una superficie di 2.066 km² e conta una popolazione di 158.086 abitanti.